# Sozialtourismus (politisches Schlagwort)
Das politische Schlagwort Sozialtourismus beschreibt abwertend die These einer Einwanderung, welche anscheinend erfolgt, um die im Zielland üblicherweise deutlich höheren Sozialleistungen zu beziehen. Es wurde in Deutschland von einer fünfköpfigen Jury zum Unwort des Jahres 2013 bestimmt.
Die Jury begründete ihre Entscheidung dahingehend, dass das Grundwort „Tourismus“ suggeriere, die Zuwanderung aus Not sei „eine dem Vergnügen und Erholung dienende Reisetätigkeit“. Aus Sicht der fünf Juroren sei mit dem Begriff „gezielt Stimmung gegen unerwünschte Zuwanderer, insbesondere aus Osteuropa“, gemacht worden. Die Jury führte in ihrer Begründung aus, den Begriff „Sozialtourismus“ habe der Staatssekretär Günter Krings (CDU) aus dem Bundesministerium des Innern neu in Umlauf gebracht und die Deutsche Presse-Agentur dpa habe das Wort verwendet.
Dabei stehe das Unwort des Jahres in Zusammenhang mit weiteren Wörtern wie „Armutszuwanderung“ sowie „Freizügigkeitsmissbrauch“.
Das semantisch ähnliche Wort Armutseinwanderung wurde 2013 bei der Festlegung Wort des Jahres in Deutschland auf Platz drei gesetzt.

## Debatte 2013/14
Ende Oktober 2013 lebten in Deutschland 262.000 Rumänen und 144.000 Bulgaren. Das Institut für Arbeitsmarkt- und Berufsforschung (IAB) nahm damals an, dass 2014 bis zu 180.000 Menschen aus beiden Ländern nach Deutschland kommen würden. 2012 waren es unter dem Strich 75.000.
Zum Jahresende 2013 begann die bayerische CSU eine Debatte, die sich um Zuwanderer aus Rumänien und Bulgarien, insbesondere Angehörige der Minderheit der Roma aus diesen Ländern, drehte. In der Folge entstand eine breite öffentliche Diskussion zu diesem Thema.

## Neuauflage 2022 durch Friedrich Merz
Wenige Monate nach Beginn des russischen Überfalls auf die Ukraine erklärte CDU-Chef Friedrich Merz in einem Bild-TV-Gespräch über ukrainische Geflüchtete:

„Wir erleben mittlerweile einen Sozialtourismus dieser Flüchtlinge: nach Deutschland, zurück in die Ukraine, nach Deutschland, zurück in die Ukraine.“

Nachdem sich gegen die Wortwahl heftiger öffentlicher Protest regte, bedauerte Merz diese und entschuldigte sich.
Damit war die Diskussion über den Begriff jedoch nicht beendet. In vielen Medien wurde darauf hingewiesen da eine derartige Vorgehensweise bekannt ist. Die Deutsche Presse-Agentur veröffentlichte die Kritik von Christian Bäumler, Vize-Vorsitzender des CDU-Arbeitnehmerflügels „Merz hat die übliche Methode der Rechtspopulisten angewandt: Erst Grenzen überschreiten, dann zurückrudern“.
In einem Beitrag des Münchner Merkur über die Sendung Anne Will heißt es dazu: Grünen-Politikerin Ricarda Lang sieht Spahns Ausführungen als Beweis, „dass die Entschuldigungen von Merz nichts wert waren“. „Zuerst geht er voraus, er nutzt dieses Wort Sozialtourismus in Bezug auf ukrainische Geflüchtete - Menschen, die vor diesem furchtbaren Krieg fliehen. Dann entschuldigt er sich - und danach wiederholt er immer wieder inhaltlich genau diese Aussagen, die mittlerweile widerlegt sind. Wir sehen, dass es keine Zahlen gibt, die belegen, dass es in großem Maße einen Sozialbetrug durch ukrainische Geflüchtete gibt. Dieser Populismus hat Methode. Vorausgehen, entschuldigen, zurückrudern, dann wieder rausgehen und damit immer wieder diese Narrative setzen.“
Am 6. Oktober 2022 veröffentlichten der Faktenfinder der Tagesschau „Aussage zu Ukrainern Wie Merz Kreml-Propaganda verbreitete“ sowie das Fernsehmagazin Monitor „Sozialtourismus“: Friedrich Merz und die Kreml-Propaganda ihre Recherchen über die von rechten Medien verbreitete russische Desinformationskampagne. Dabei wird festgestellt, dass es Sozialleistungs-Missbrauch gibt. Das Bundesinnenministerium bestätigt, dass es einzelne Fälle gebe, es wird aber auch gesagt: "das sei keinesfalls auffällig häufig."
Die Tageszeitung "Die Welt" die Friedrich Merz bereits am 28. September online kurzzeitig zu einem Opfer russischer Propaganda erklärte, hat eigens ein Artikel-Dossier mit Artikel von 2013 sowie 2022 unter dem Schlagwort Sozialtourismus angelegt. Auch RTL frug bereits am 28. September "Sozialtourismus"-Vorwurf gegen Ukraine-Flüchtlinge Ist Merz auf russische Propaganda reingefallen?"